# Międzynarodowa Unia Fizyki Czystej i Stosowanej

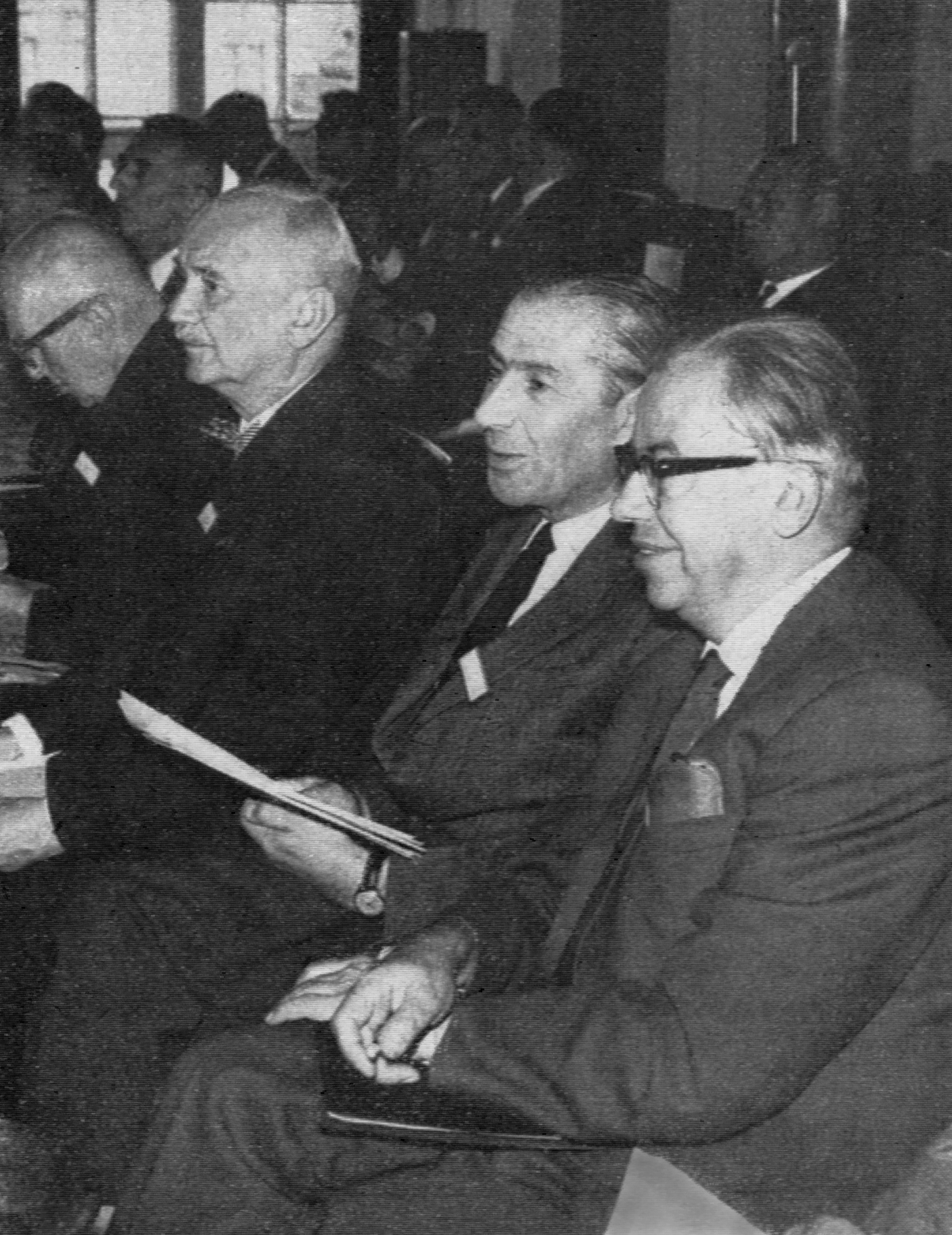
XI Zgromadzenie Ogólne w Warszawie, 18-23 września 1963. Od prawej prof. Sosnowski, prof. Natanson, prof. Rubinowicz

IUPAP – Międzynarodowa Unia Fizyki Czystej i Stosowanej (ang. International Union of Pure and Applied Physics) – pozarządowa organizacja międzynarodowa dla popierania rozwoju fizyki z siedzibą w Szwajcarii, założona w roku 1922.
Celami IUPAP są:
- wspieranie międzynarodowej współpracy w dziedzinie fizyki,
- wspieranie konferencji międzynarodowych i uczestnictwo w gremiach organizacyjnych,
- sporządzanie i publikacja przeglądów i zestawień stałych fizycznych,
- popieranie porozumień międzynarodowych w dziedzinie symboli i jednostek oraz nazewnictwa i normatywów,
- popieranie wolnej wymiany naukowej,
- popieranie prac naukowych i dydaktycznych.

Organizacją kieruje Zgromadzenie Generalne, zbierające się co trzy lata.
Członkowie organizacji reprezentują stowarzyszenia fizyczne swoich krajów.
IUPAP liczy obecnie 49 członków i należy do International Council for Science (ICSU).
W latach 1966–1972 funkcję wiceprzewodniczącego komitetu wykonawczego IUPAP sprawował fizyk polsko-duński Stefan Rozental.
XI Zgromadzenie Ogólne IUPAP odbyło się w Warszawie w dniach 18-23 września 1963.